# Tweede Kamerverkiezingen in het kiesdistrict Alkmaar (1848-1850)
Tweede Kamerverkiezingen in het kiesdistrict Alkmaar (1848-1850) geeft een overzicht van verkiezingen voor de Nederlandse Tweede Kamer in het kiesdistrict Alkmaar in de periode 1848-1850.
Het kiesdistrict Alkmaar werd ingesteld na de grondwetsherziening van 1848. Tot het kiesdistrict behoorden de volgende gemeenten: Alkmaar, Barsingerhorn, Broek op Langedijk, Callantsoog, Den Helder, Harenkarspel, Koedijk, Noord-Scharwoude, Oudkarspel, Petten, Schagen, Sint Maarten, Sint Pancras, Terschelling, Texel, Vlieland, Warmenhuizen, Wieringen, Wieringerwaard, Zuid-Scharwoude en Zijpe.
Het kiesdistrict Alkmaar vaardigde in deze periode per zittingsperiode één lid af naar de Tweede Kamer. 
Legenda
- vet: gekozen als lid van de Tweede Kamer.

## 30 november 1848
De verkiezingen werden gehouden na ontbinding van de Tweede Kamer, na inwerkingtreding van de herziene grondwet.
|                  | 30 november |
| ---------------- | ----------- |
| Kiesgerechtigden | 1.107       |
| Opkomst          | 956         |
| Geldige stemmen  | 952         |
| Blanco stemmen   | 4           |
| Kandidaten       |             |
| S.A. de Moraaz   | 503         |
| G. van Leeuwen   | 438         |

## Voortzetting
In 1850 werd het kiesdistrict Alkmaar omgezet in een meervoudig kiesdistrict, waaraan gedeelten van de kiesdistricten Haarlem, Hoorn en Zaandam toegevoegd werden.